# Let's Get Rocked
Let's Get Rocked is een nummer van de Britse hardrockband Def Leppard uit 1992. Het is de eerste single van hun vijfde studioalbum Adrenalize.
Volgens Def Leppard-zanger Joe Elliott gaat "Let's Get Rocked" over Bart Simpson die ongehoorzaam is aan zijn ouders. Ook vertelt het nummer het verhaal van Joe zelf als kind. Joe zei ook dat mensen uit Sheffield, waar Def Leppard vandaan komt, de tekst van het nummer beter begrijpen dan anderen.
"Let's Get Rocked" werd een bescheiden hit. In het Verenigd Koninkrijk was het nummer met een 2e positie zeer succesvol. In de Nederlandse Top 40 haalde het nummer de 18e positie, en in de Vlaamse Radio 2 Top 30 de 30e.